# Thomas Gullickson
Thomas Edward Gullickson (ur. 14 sierpnia 1950 w Sioux Falls w USA) – duchowny katolicki, arcybiskup, emerytowany nuncjusz apostolski.

## Życiorys
27 czerwca 1976 otrzymał święcenia kapłańskie i został inkardynowany do diecezji Sioux Falls. W 1981 rozpoczął przygotowanie do służby dyplomatycznej na Papieskiej Akademii Kościelnej.
2 października 2004 został mianowany przez Jana Pawła II nuncjuszem apostolskim w Trynidadzie i Tobago oraz arcybiskupem tytularnym Polymartium. Sakry biskupiej 11 listopada 2004 udzielił mu kard. Giovanni Lajolo. Równocześnie został nuncjuszem akredytowanym w innych krajach regionu Małych Antyli: na Bahamach, Dominice, Saint Kitts i Nevis, Saint Lucia, Saint Vincent i Grenadynach, Antigua i Barbudzie, Barbadosie, Jamajce, Grenadzie i w Surinamie i Gujanie.
21 maja 2011 został przeniesiony do nuncjatury na Ukrainę. 5 września 2015 został nuncjuszem w Szwajcarii i Liechtensteinie.
31 grudnia 2020 papież Franciszek przyjął jego rezygnację z pełnionej funkcji.